# XXX syndrom
XXX syndrom je variace chromozomů, při které u žen přebývá jeden chromozom X v každé buňce. Většina žen s touto variantou chromozomů se ničím neliší od žen s běžnou variantou XX, a to včetně plodnosti, mohou se ale u nich vyskytnout potíže s učením, oslabení svalstva a vyšší vzrůst. Vyskytuje se u jedné z tisícovky narozených žen.